# Евре-Пасвік
Евре-Пасвік (норв. Øvre Pasvik nasjonalpark) — найближчий до кордону з Росією норвезький національний парк. Розташований у південній частині комуни Сер-Варанґер, фюльке Фіннмарк. Територію парку займають, переважно, незаймані хвойні ліси, невисокі пагорби, а також водно-болотні угіддя. На момент утворення парку в 1970 році, його територія становила 63 км². У 2003 угіддя парку були збільшені до 119 км².
Національний парк є частиною тайги, яка також простягається в сусідніх районах Росії та Фінляндії. У 1992 році, через кордон, у Печензькому районі Мурманської області Росії, за прикладом Норвегії, був утворений заповідник-близнюк, державний природний заповідник Пасвік. Сусідній природний заповідник на території Фінляндії — Вятсярі був створений у 1991 році.

## Флора і фауна
В Евре-Пасвик панують незаймані соснові ліси, з великою кількістю мертвих дерев та тих, що впали. А болотистий ландшафт налічує до 190 видів рослин. Деякі характерні тільки для цієї частини Фіннмарку. У долині річки Патсойокі є велика популяція бурих ведмедів. Росомаха, єнот уссурійський, рись і такі рідкісні види тварин, як середня бурозубка, і лемінги також знайшли заповідник своїм надійним притулком.

## Туризм та відпочинок
Згідно з правилами охорони національного парку, полювання на території заповідника заборонено. Але дозволена риболовля, піший туризм і всі види лижного спорту. Зокрема, особливою популярність має маршрут до перекатів Ґренсефосс, у найпівденно-східнішій частині комуни Сер-Варанґер, що проходить уздовж лінії кордону з Росією, куди приїжджають туристи з усього світу.